# Ouche
Az Ouche folyó Franciaország területén, a Dourdou de Conques jobb oldali mellékfolyója.

## Földrajzi adatok
A folyó Aveyron megyében Balsac-nál ered 680 méteren, és Conques-nál torkollik a Dourdou de Conques-ba. Hossza 10 km.

## Megyék és helységek a folyócska mentén
- Aveyron : Conques